# Comunità montana della Carnia
La Comunità montana della Carnia comprendeva i 28 comuni dell'omonimo territorio in provincia di Udine, la sede era a Tolmezzo. Scopo dell'ente era la valorizzazione umana, sociale ed economica della comunità. Gli organi dell'ente erano il presidente, la giunta ed il consiglio.
La comunità montana è stata soppressa il 1º agosto 2016 in attuazione della Legge regionale n. 26 del 2014 e delle modifiche apportate con la Legge regionale n. 10 del 2016, riguardanti il riordino degli enti locali. Le sue funzioni sono state prese in carico dalle rispettive UTI (Unioni Territoriali Intercomunali).

## Elenco dei Comuni
- Amaro
- Ampezzo
- Arta Terme
- Cavazzo Carnico
- Cercivento
- Comeglians
- Enemonzo
- Forni Avoltri
- Forni di Sopra
- Forni di Sotto
- Lauco
- Ligosullo
- Ovaro
- Paluzza
- Paularo
- Prato Carnico
- Preone
- Ravascletto
- Raveo
- Rigolato
- Sappada
- Sauris
- Socchieve
- Sutrio
- Tolmezzo
- Treppo Carnico
- Verzegnis
- Villa Santina
- Zuglio